# Onuphis cirrobranchiata
Onuphis cirrobranchiata är en ringmaskart som beskrevs av Moore 1903. Onuphis cirrobranchiata ingår i släktet Onuphis och familjen Onuphidae. Inga underarter finns listade i Catalogue of Life.